# Солнечное затмение 15 января 2010 года
Солнечное затмение 15 января 2010 года — кольцеобразное солнечное затмение, 141 сароса, кольцеобразную фазу которого наблюдали в центральной Африке, на юге Индии и в Китае. Частные фазы затмения были видны в Африке, Азии и юго-восточной части России.
Это затмение является самым продолжительным кольцеобразным солнечным затмением в XXI веке. Максимальная продолжительность кольцеобразной фазы составит 11 м 8 с.
Основные населённые пункты, где можно было наблюдать кольцеобразное затмение
| Населенный пункт | Время UTC | Η     | Длительность |
| Найроби          | 05:29:37  | 25.0° | 6 м 53с      |
| Мадурай          | 07:48:50  | 57.0° | 8 м 53с      |
| Мале             | 07:25:43  | 65.0° | 10 м 45с     |
| Анурадхапура     | 07:53:25  | 56.0° | 4 м 50с      |

## Ссылки

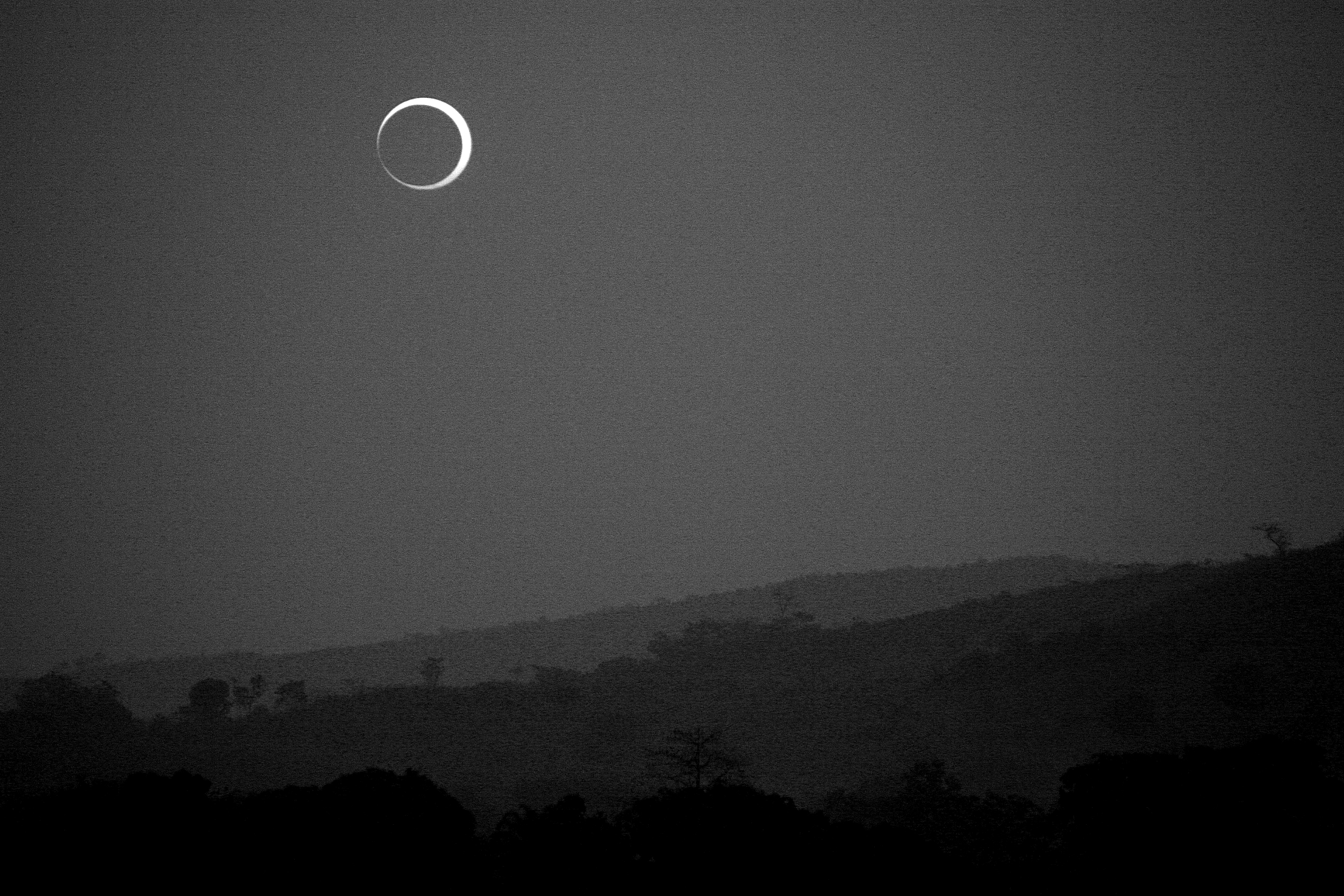
Восход Солнца 15 января 2010 года. Город Банги, ЦАР